# Ashen Light
«Ashen Light» — российская блэк-метал группа.

## История
Группа Ashen Light была создана 8 февраля 1997 года в Москве и в первый состав вошли Мария (ритм-гитара, вокал), Алекс (соло/ритм-гитара, вокал), Всегард (бас, вокал), Ниян (клавишные).
В апреле 1999 года был записан дебютный альбом группы под названием «Песнь Велеса».
В 1999 году в группу входили Алекс (лид-, ритм- и акустик-гитары), Гмур (ритм- и акустик-гитары), Ниян (клавишные), Смурд (барабаны и перкуссия) и Всегард (вокал, бас). Летом 2000 года Гмур, Всегард, Ниян и Смурд были вынуждены покинуть группу. Также летом Алексом был записан новый альбом «Стары Былины» в стиле Dark Ambient. В состав Ashen Light пришёл новый вокалист — отец Сергий, и в ноябре записан альбом «Славенские Вечера» с его участием.
В 2002 году был записан альбом «Песни мёртвых/Зов тьмы». В записи принял участие Мужской хор Русской Православной Церкви, в 2003 году — записан альбом «В сострадании к отверженным: Осуждённым — Ад!», а в 2005 году с которым был записан альбом «Причащенье Огнём».
С 2006 года в состав группы входят лишь Алекс (все инструменты) и экс-вокалист российской блэк-метал-группы Sinful Дима Бельф (вокал). В этом составе был записан альбом «Бог мёртв: Смерть — бог!». В качестве ударника был приглашён экс-барабанщик Catharsis Андрей Ищенко (Stigmatic Chorus, Esgharioth, Hieronymus Bosch, Рогатые Трупоеды, Mortem, Shadow Host, Scrambled Defuncts, RD, Human Preach, Kartikeya, Crystal Abyss). Все участники нынешнего состава группы являются по совместительству музыкантами симфо-блэк-метал-группы Stigmatic Chorus и паган-блэк-метал-группы Изморозь.
В этом же году началась съёмка первого DVD в истории группы.
В 2007 году был записан новый альбом «Философия Самоуничтожения», а уже в 2008 году был выпущен альбом «Реальная жизнь — жизнь здесь», ставший заключительной частью трилогии начатой альбомом «Бог мёртв: Смерть — Бог!», а также новый DVD «A new era of Black Metal».
2 августа 2011 года стало известно, что Ashen Light исполнит кавер-версию композиции «Литании Сатане» группы Чёрный Обелиск, которая войдёт в трибьют-альбом «A Tribute to Чёрный Обелиск. XXV», готовящейся к выходу в 2011 году.

## Дискография

### Альбомы
- 1999 — Песнь Велеса
- 2001 — Стары Былины / Славенские Вечера
- 2002 — Песни Мёртвых / Зов Тьмы
- 2003 — В Сострадании К Отверженным: Осуждённым — Ад!
- 2005 — Причащенье Огнём
- 2006 — Бог мёртв : Смерть — бог!
- 2007 — Философия Самоуничтожения
- 2008 — Реальная жизнь — жизнь здесь и сейчас!
- 2009 — Кровь Апокалипсиса
- 2011 — Проклятый и непрощенный

### Каверыпесен
| № | Название       | Альбом                                        | Год  | Автор          |
| - | -------------- | --------------------------------------------- | ---- | -------------- |
| 1 | Dyer's Eve     | Москваллика ...A Russian Tribute To Metallica | 2000 | Metallica      |
| 2 | Литании Сатане | A Tribute to Чёрный Обелиск. XXV              | 2011 | Чёрный Обелиск |